# Eidmanacris larvaeformis
Eidmanacris larvaeformis är en insektsart som först beskrevs av Lucien Chopard 1938.  Eidmanacris larvaeformis ingår i släktet Eidmanacris och familjen syrsor. Inga underarter finns listade i Catalogue of Life.